# Gomer (Bibel)
Gomer (hebräisch גֹּמֶר) ist nach der Völkertafel in 1. Mose 10,2  der älteste Sohn Japhets. Seine Brüder sind Magog, Madai, Jawan, Tubal, Meschech, und Tiras. Unter den Söhnen Gomers findet sich Aschkenas, der häufig mit den Skythen oder den Goten gleichgesetzt wurde. Édouard Dhorme hält es für unzweifelhaft, dass das biblische Gomer den assyrischen Gimirri (Gi-mir-ra-a-a) entspricht. Damit wären sie Herodots Kimmerern gleichzusetzen. Auch Alberto Soggin identifiziert Gomer im Anschluss an Homer mit den Kimmerern, die im 8. Jahrhundert v. Chr. bis an den Nordrand des Assyrerreichs gelangt waren, hält jedoch nicht die Ashkenas, sondern die Magog der Völkertafel für die Skythen.
Mittelalterlich wurden die Kimbern auch als Vorfahren der Briten mit Gomer verknüpft.
Gomer hatte gemäß Gen 10,3  und 1 Chr 1,6  drei Söhne:
- Aschkenas
- Rifat (so nur Gen 10,3, in 1 Chr 1,6 Difat)
- Togarma